# Campobasso megye
Campobasso (olaszul: Provincia di Campobasso, nápolyiul: Pruvincia 'e Cambuasce) Olaszország Molise régiójának egyik megyéje. A megye és egyben a régió székhelye Campobasso város.

## Fekvése

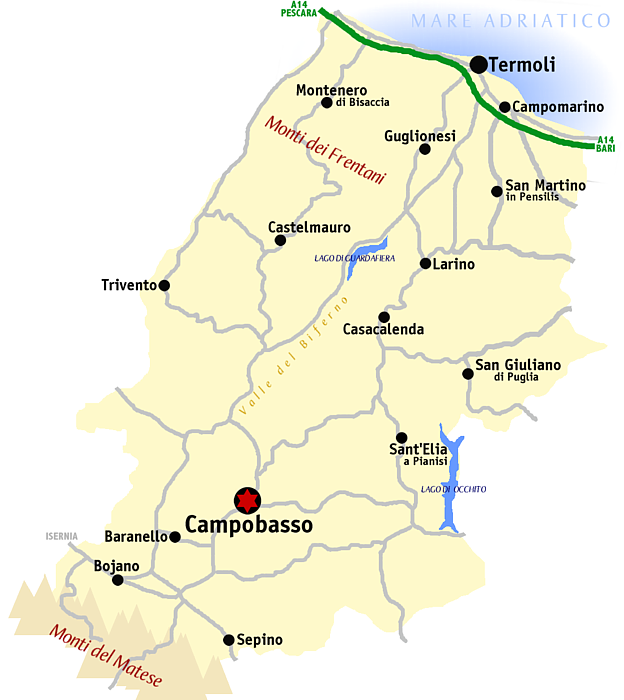
Campobasso megye

Campobasso megyét északról az Adriai-tenger, délkelet felől Foggia megye, délen Benevento és Caserta megye, nyugaton pedig Isernia megye határolja.
A megye délnyugati részét a Matese-hegység foglalja el, északon a Monti Frentani vagy Campobassói-Appenninek vonulata húzódik. A két hegyvonulat között kiterjedt dombvidék található. Síkvidékek csak a tengerparton és a megyét átszelő folyók völgyében találhatók. A tengerpartja sziklás, természetes kikötői nincsenek.
A megyét átszelő legjelentősebb folyói a Biferno, Trigno és a Fortore.
Állóvizei közül a legjelentősebb a mesterséges Guardialfiera-tó (a Biferno völgyében) valamint az Occhito-tó (a Fortore völgyében).
Éghajlata mediterrán jellegű.

## Fő látnivalók
- Campobasso belvárosa és vára
- Termoli óvárosa és strandja
- Busso belvárosa és várának romjai
- Duronia normann kastélya
- az ókori Larinum romjai Jelsi területén
- az ókori Fagifulae romjai Monacilioni mellett

## Községek(comuni)
| Acquaviva Collecroce   | Larino                  | Rotello                     |
| Baranello              | Limosano                | Salcito                     |
| Bojano                 | Lucito                  | San Biase                   |
| Bonefro                | Lupara                  | San Felice del Molise       |
| Busso                  | Macchia Valfortore      | San Giacomo degli Schiavoni |
| Campobasso             | Mafalda                 | San Giovanni in Galdo       |
| Campochiaro            | Matrice                 | San Giuliano del Sannio     |
| Campodipietra          | Mirabello Sannitico     | San Giuliano di Puglia      |
| Campolieto             | Molise                  | San Martino in Pensilis     |
| Campomarino            | Monacilioni             | San Massimo                 |
| Casacalenda            | Montagano               | San Polo Matese             |
| Casalciprano           | Montecilfone            | Santa Croce di Magliano     |
| Castelbottaccio        | Montefalcone nel Sannio | Sant’Angelo Limosano        |
| Castellino del Biferno | Montelongo              | Sant’Elia a Pianisi         |
| Castelmauro            | Montemitro              | Sepino                      |
| Castropignano          | Montenero di Bisaccia   | Spinete                     |
| Cercemaggiore          | Montorio nei Frentani   | Tavenna                     |
| Cercepiccola           | Morrone del Sannio      | Termoli                     |
| Civitacampomarano      | Oratino                 | Torella del Sannio          |
| Colle d’Anchise        | Palata                  | Toro                        |
| Colletorto             | Petacciato              | Trivento                    |
| Duronia                | Petrella Tifernina      | Tufara                      |
| Ferrazzano             | Pietracatella           | Ururi                       |
| Fossalto               | Pietracupa              | Vinchiaturo                 |
| Gambatesa              | Portocannone            |                             |
| Gildone                | Provvidenti             |                             |
| Guardialfiera          | Riccia                  |                             |
| Guardiaregia           | Ripabottoni             |                             |
| Guglionesi             | Ripalimosani            |                             |
| Jelsi                  | Roccavivara             |                             |